# 宮城県上沼高等学校
宮城県上沼高等学校（みやぎけん うわぬまこうとうがっこう）とは、かつて宮城県登米市中田町上沼字要害に所在した県立の高等学校。

## 設置学科
- 全日制課程
  - 普通科
  - 農業技術科

## 沿革
- 1926年6月10日 - 上沼村立宮城県上沼実業学校として開校
- 1943年3月31日 - 宮城県上沼農学校に改称
- 1948年4月1日 - 宮城県上沼農業高等学校に改称
- 1993年4月1日 - 宮城県上沼高等学校に改称
- 2006年4月 - 農業科、環境土木科を農業技術科に改編
- 2008年3月 - 農業科、環境土木科を閉科。
- 2015年3月31日 - 宮城県登米総合産業高等学校開校に伴い、閉校となった。

## 進路
- 就職が半数以上で進学はあまりいない。

## 部活動
- 運動部
  - 硬式野球部、バドミントン部、ソフトテニス部、陸上競技部、卓球部、弓道部、バスケットボール部
- 文化部
  - 理科部、芸術部、音楽部、茶道部、文芸部

## 統合
- 2015年度に上沼高校、米谷工業高校、米山高校、登米高校の商業科を統合して新しい高校[注釈 1]が上沼高校の敷地内に開校し、上沼高校は2014年度をもって閉校となり[1]、校名を『宮城県登米総合産業高等学校』となった[2]。